# Школа Ігор Миколайович
Ігор Миколайович Школа (14 лютого 1940 — 25 березня 2016) — український учений-економіст. Доктор економічних наук, професор. Академік АН ВШ України з 2010 р.

## Біографія

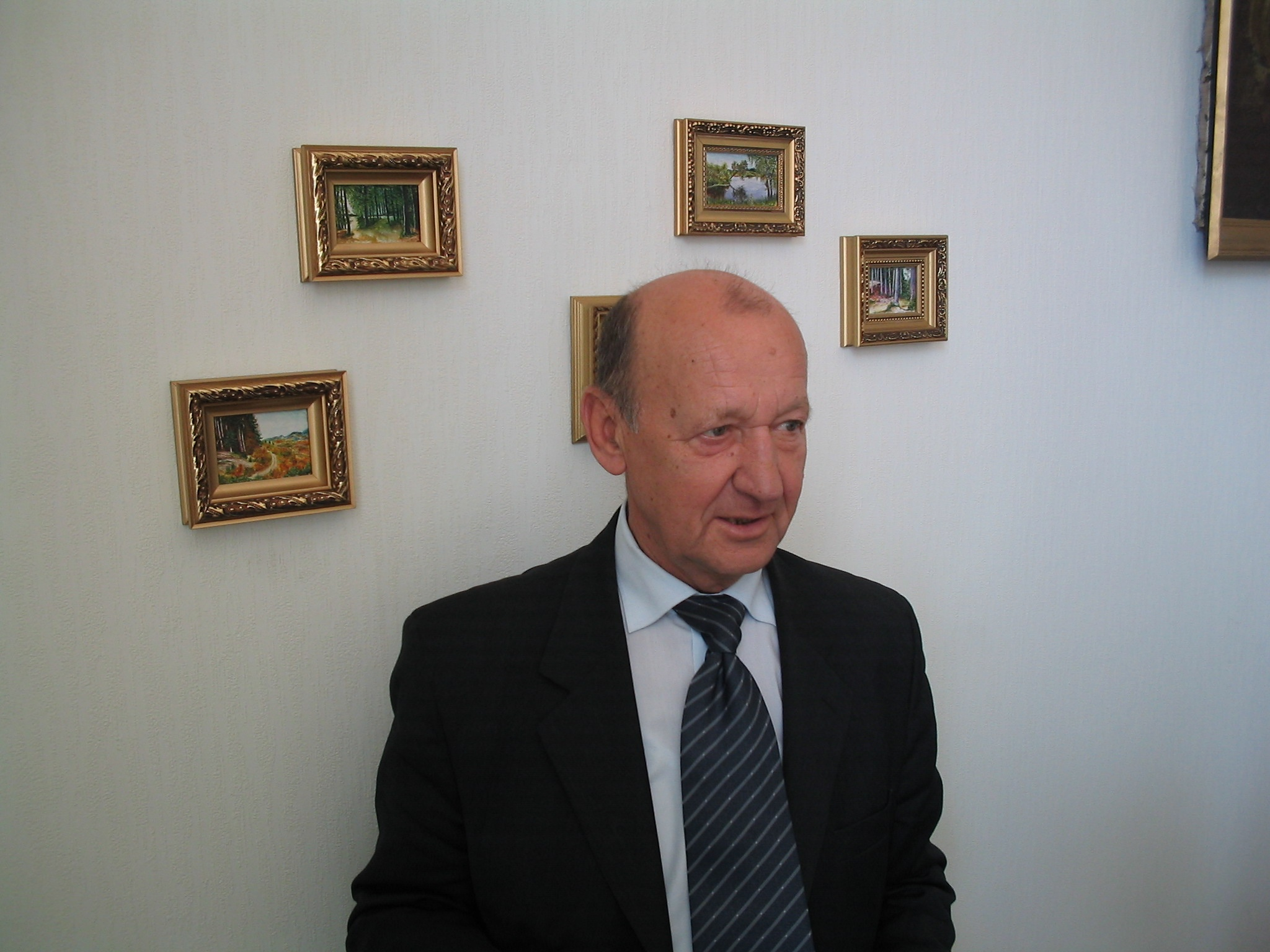
Ігор Миколайович і деякі з його картин в робочому кабінеті

Народився у м. Ашгабат Туркменської РСР. У 1964 р. закінчив Криворізький гірничорудний інститут, а в 1967 р. — Харківський інженерно-економічний інститут за спеціальністю інженер-економіст. З 1968 р. — аспірант Харківського інженерно-економічного інституту. Кандидатську дисертацію захистив у 1972 р. У 1988 р. захистив докторську. З 1973 р. по 1989 р. викладав економічні дисципліни в інститутах Кривого Рогу та Херсону. З 1989 р. по 2000 р. завідував кафедрою міжнародної економіки економічного факультету Чернівецького національного університету ім. Ю.Федьковича. З 2000 року очолював кафедру економіки підприємництва та менеджменту Чернівецького торговельно-економічного інституту КНТЕУ. З 2003 р. по 2013 р. обіймав посаду заступника директора з наукової, науково-методичної роботи та міжнародних зв'язків з одночасним виконанням обов'язків завідувача кафедри міжнародної економіки. З 2013 р. І. М. Школа був завідувачем кафедри економіки та менеджменту Інституту туризму Федерації профспілок України. У 2014—2015 навч.р. очолював кафедру економіки підприємства ЧТЕІ КНТЕУ.

## Наукова діяльність
Наукові інтереси: проблеми взаємодії комплексної оцінки речових та особистих факторів виробництва, форми регіонального розвитку, міжнародні економічні відносин та розвиток туристичної індустрії.

Завдяки зусиллям вченого у Чернівцях було організовано й успішно проведено 23 міжнародних науково-практичних конференції, рекомендації яких враховані Кабінетом Міністрів і Верховною Радою України при розробці державних програм розвитку та прийнятті законодавчих актів України. 

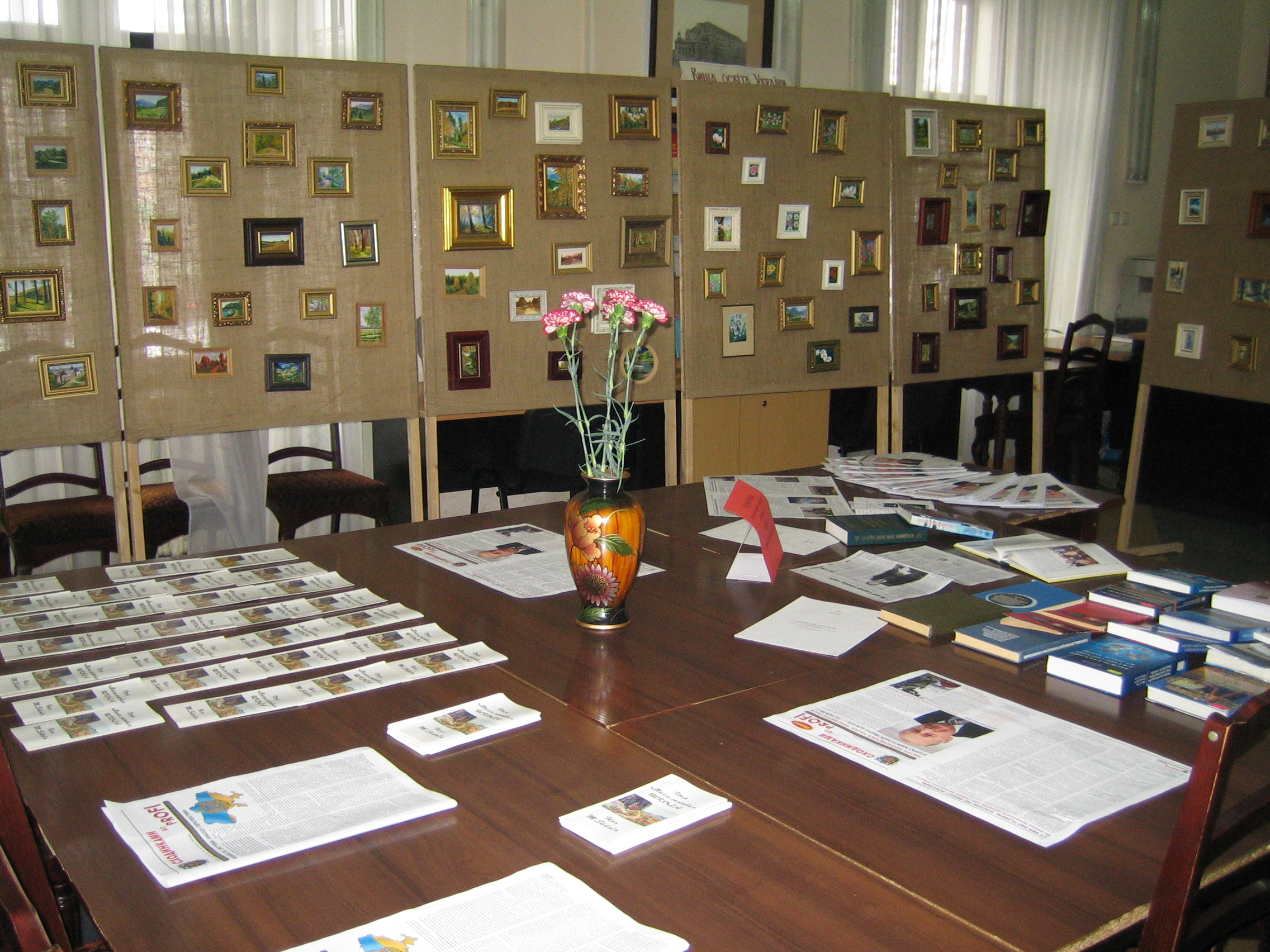
Виставка наукових і художніх робіт І. М. Школи у ЧТЕІ КНТЕУ (м. Чернівці) з нагоди 70-річчя (14-15 лютого 2010 р.)

У 1995 р. Ігорем Миколайовичем була заснована його власна наукова школа. Науково-дослідна тема, яка стала першим ґрунтовним проектом школи, передбачала розробку методології і методів створення вільних економічних зон, консигнаційних складів, зон безмитної торгівлі, міжнародних транспортних коридорів. В результаті роботи отримані висновки лягли в основу проекту Закону України про спеціальні (вільні) економічні зони, а І. М. Школа, як керівник дослідження, став одним з авторів цього закону.
Опублікував понад 300 наукових праць, зокрема 12 підручників та навчальних посібників для ВНЗ та 28 монографій.
Підготував 54 кандидати та 3 доктори економічних наук.
Відмінник освіти України (2001), Заслужений діяч науки і техніки України (2007). Лауреат премії ім. О. Поповича (2006).

## Творчість
Займався різьбленням по дереву та живописом. За життя було створено кількасот картин-мініатюр, які презентувалися на 6 виставках. Здебільшого творив на відпочинку. Одного разу побачив уві сні водоспад, який намалював одразу після пробудження. Більшість картин писав крихітними пензлями і голкою, серед фарб надавав перевагу акварелі.

## Смерть
Помер 25 березня 2016 року в м. Києві у віці 76 років.